# الإسماعيلية (المنيا)
قرية الإسماعيلية  هي إحدي القرى التابعة لمركز المنيا بمحافظة المنيا في جمهورية مصر العربية. حسب إحصاءات سنة 2006، بلغ إجمالي السكان في الإسماعيلية 2817 نسمة، منهم 1444 رجل و1373 امرأة.